# Rixö
Rixö is een plaats in de gemeente Lysekil in het landschap Bohuslän en de provincie Västra Götalands län in Zweden. De plaats heeft 390 inwoners (2005) en een oppervlakte van 124 hectare.

## Verkeer en vervoer
Bij de plaats loopt de Länsväg 162.